# Gerres cinereus
Gerres cinereus är en fiskart som först beskrevs av Johann Julius Walbaum 1792.  Gerres cinereus ingår i släktet Gerres och familjen Gerreidae. IUCN kategoriserar arten globalt som livskraftig. Inga underarter finns listade i Catalogue of Life.